# Kokoszki (województwo podlaskie)
Kokoszki – wieś w Polsce położona w województwie podlaskim, w powiecie łomżyńskim, w gminie Wizna.
Wierni kościoła rzymskokatolickiego należą do parafii św. Jana Chrzciciela w Wiznie.

## Historia
W latach 1921–1939 wieś leżała w województwie białostockim, w powiecie łomżyńskim, w gminie Bożejewo.
Według Powszechnego Spisu Ludności z 1921 roku wieś zamieszkiwały 102 osoby, 97 było wyznania rzymskokatolickiego, a 5 ewangelickiego. Jednocześnie wszyscy mieszkańcy zadeklarowali polską przynależność narodową. Było tu 18 budynków mieszkalnych. Miejscowość należała do parafii rzymskokatolickiej w Wiźnie i ewangelickiej w Łomży. Podlegała pod Sąd Grodzki i Okręgowy w Łomży; właściwy urząd pocztowy mieścił się w Łomży.
W wyniku napaści ZSRR na Polskę we wrześniu 1939 miejscowość znalazła się pod okupacją sowiecką. Od czerwca 1941 roku pod okupacją niemiecką. Od 22 lipca 1941 r.  do wyzwolenia włączona w skład okręgu białostockiego III Rzeszy.
W latach 1975–1998 miejscowość należała administracyjnie do województwa łomżyńskiego.